# Omoglymmius princeps
Espèce
Synonymes
- Omoglymmius (Omoglymmius) princeps R.T. & J.R. Bell, 1982[1]

Omoglymmius princeps est une espèce de coléoptères de la sous-famille Rhysodinae et de la famille des Carabidae.

## Systématique
L'espèce Omoglymmius princeps a été décrite en 1982 par Ross Taylor Bell (d) et Joyce Rockenbach Bell (d), son épouse.